# Kulcsi szélerőmű
A kulcsi szélerőmű  az első magyar közüzemű szélturbina hazánkban, 600 kW névleges teljesítménnyel. (Az abszolút első az inotai szélerőműben indult be.)
Kulcs községben, egy domb tetején – 166 m tengerszint feletti magasságon – lévő gyümölcsösben 2001. május 23-án lépett üzembe. 1999 márciusától mérte a térség szélerősségét a gödöllői Szent István Egyetemen működő Magyar Szélenergia Tudományos Egyesület. A területen 6,2 m/s a szél átlagsebessége. Körülbelül 300 családnak elegendő áramot ad.

## Felépítése, teljesítménye
A szélerőmű az alábbi fő elemekre tagolható: (1) alapzat, (2) tartótorony, (3) gondola (gépház), (4) lapátkerék, (5) transzformátorház és (6) hálózati csatlakozás.
A szélerőmű teljes beruházási költsége: 200 millió Ft volt, ami az első évben megtermelt  1230 MWh energiával számolva kb. öt év alatt térült meg.
A három lapátból álló lapátkerék átmérője 44 méter. 2002 márciusában a szélerőmű Innovációs Díjat kapott.

## Külső hivatkozások
- Spekulánsok késleltethetik a szélenergia magyarországi kiaknázását, 2007. november 9. Archiválva 2008. január 11-i dátummal a Wayback Machine-ben
- A kulcsi szélerőmű építése, video
- Energiát tehénből, index.hu, 2005. október 11.
- Alig épült szélerőmű Magyarországon, 2007. november 4.